# 8904 Yoshihara
8904 Yoshihara eller 1995 VY är en asteroid i huvudbältet som upptäcktes den 15 november 1995 av den japanska astronomen Takao Kobayashi vid Ōizumi-observatoriet. Den är uppkallad efter den japanske amatörastronomen Masahiro Yoshihara.
Asteroiden har en diameter på ungefär 5 kilometer.